# خورشید خفته
«خورشید خفته» یک تصنیف اثر نایت‌ویش می‌باشد. این آهنگ توسط توماس هالوپاینن سروده شده و به خورشیدگرفتگی سال ۱۹۹۹ در آسمان اروپا اختصاص دارد. این آهنگ نخستین بار روی یک سی‌دی کوچک به همین نام در سال ۱۹۹۹ منتشر شد. در اواخر اکتبر یا اوایل نوامبر ۲۰۰۵ هم یک نگارش تازه از آن انتشار یافت.

## نخستین انتشار
«خوشید خفته (چهار تصنیف از خورشیدگرفتگی)» پنجمین تک‌آهنگ اثر نایت‌ویش می‌باشد. نخستین ضبطِ آهنگ به مه و ژوئن ۱۹۹۹ برمی‌گردد، که در دو استودیو واقع در فنلاند -Caverock و Finnvo- ضبط شد. آهنگ‌های «قدم زدن در هوا» و «فرشته‌ها پیش از همه سقوط می‌کنند» و «قوقلب» و «خورشید خفته» دو به دو برای نخستین بار روی سی‌دی کوچک به نام خورشید خفته (چهار تصنیف از خورشیدگرفتگی) منتشر شد. بعدها در سال ۱۹۹۹، این آهنگ به جدیدترین انتشارهای آلبومِ متولد شده اقیانوس محصول ۱۹۹۸ و در سال ۲۰۰۴ هم به آلبوم تلفیقی قصه‌های مسیر رودخانه افزوده شد.
خورشید خفته دارای گواهی‌نامه فروش موسیقی ضبط شده در فنلاند با بیش از ۵٫۰۰۰ نسخه فروخته‌شده، و همچنین در آلمان با بیش از ۱۵٫۰۰۰ نسخه فروخته‌شده‌است. این آهنگ به رتبه یک جداول فنلاندی و رتبه ۶۹ جداول آلمانی تک‌آهنگ رسمی رسید.

### فهرست آهنگ
موسیقی همهٔ ترانه‌ها توسط نایت‌ویش ساخته شده‌است.
| شماره      | نام                              | سراینده         | مدت   |
| ---------- | -------------------------------- | --------------- | ----- |
| ۱.         | «خورشید خفته»                    | توماس هالوپاینن | ۴:۰۴  |
| ۲.         | «قدم زدن در هوا»                 | هوارد بلیک      | ۵:۳۱  |
| ۳.         | «قوقلب»                          | هالوپاینن       | ۴:۴۶  |
| ۴.         | «فرشته‌ها پیش از همه سقوط می‌کنند» | هالوپاینن       | ۵:۳۴  |
| مجموع مدت: | مجموع مدت:                       | مجموع مدت:      | ۱۹:۵۶ |

### فروش و گواهی‌نامه
| کشور   | گواهی‌نامه           |
| ------ | ------------------- |
| فنلاند | فروش موسیقی ضبط شده |

### عوامل تولید
- کارگردان: Sami Käyhkö
- تهیه‌کننده: Paula Eronen
- تهیه‌کننده اجرایی: Sami Manninen
- مدیر فیلم‌برداری: Risto Laasonen
- دستیار فیلم‌برداری: Kalle Pekkala
- سفر و سازمان‌دهنده: Juha Virtala
- طراح چهره‌پردازی و طراح لباس: Johanna Pulli
- دستیار نورپرداز: Esko Virtala, Ville Kyro
- تدوین‌گرهای آفلاین: Sami Käyhkö, Reko Turja
- مدیر تنظیم روشنایی، کنتراست و رنگ: Adam Vidovic
- Online and compositing: Sami Käyhkö, Reko Turja

### دست‌اندرکاران
- تاریا تورونن – خواننده
- توماس هالوپاینن – صفحه‌کلید
- امپو وورینن – گیتار
- یوکا نوالاینن – درامز
- سامی وانسکا – گیتار بیس

## انتشار دوم
در سال ۲۰۰۵، نایت‌ویش اعلام کرد که مشغول ضبط نگارش تازه‌ای از این آهنگ برای یک آلبوم تلفیقی، تحت عنوان بالاترین امید: بهترین‌های نایت‌ویش است. تاریا تورونن در نگارش دوباره ضبط‌شده به عنوان خواندهٔ رهبر خوانده‌است، این کار آخرین همکاری استودیویی او با گروه نایت‌ویش است پیش از آنکه با انت اولزون جایگزین شود.
«خورشید خفته» در آلبوم بالاترین امید: بهترین‌های نایت‌ویش با نام «خورشید خفته (نگارش ۲۰۰۵)» ظاهر شده‌است. این آهنگ برای ترویج آلبوم روی یک دی‌وی‌دی و سی‌دیِ تک‌آهنگ منتشر شد.
سی‌دیِ تک‌آهنگ شامل نسخه کامل «نگارش ۲۰۰۵» آهنگ، نسخه ویرایش رادیویی نگارش تازهٔ آهنگ، و نگارش اصلی سال ۱۹۹۹ می‌شود.
گروه همچنین یک نماهنگ برای نگارش ۲۰۰۵ این آهنگ ساختند؛ که صحنه‌ای از جنگ فاسد قرون وسطی همراه همهٔ اعضای گروه نایت‌ویش و تاریا تورونن در بعد از نبرد می‌باشد. نگارش دی‌وی‌دیِ تک‌آهنگ سال ۲۰۰۰ با خوانندگی تاریا تورونن که در Pakkahuone واقع در تامپره، فنلاند قدم می‌زند. تاریا تنها عضو گروه نایت‌ویش است که در این نماهنگِ کمتر چشمگیر و اصلی حضور دارد. هر دو ویدئو برای نگارش‌های ۲۰۰۰ و ۲۰۰۵ روی دی‌وی‌دیِ تک‌آهنگ قرار دارد.

### فهرست آهنگ

#### سی‌دی تک‌آهنگ
1. خورشید خفته - ویرایش شده
2. خورشید خفته
3. خورشید خفته - اصلی

#### دی‌وی‌دی تک‌آهنگ
1. خورشید خفته ۲۰۰۵
2. نگارش ۱۹۹۹ خورشید خفته
3. خورشید خفته (اجرای زنده در Summer Breeze Open Air)

#### دست‌اندرکاران
- تاریا تورونن – خواننده
- توماس هالوپاینن – صفحه‌کلید
- امپو وورینن – گیتار
- مارکو هیتالا – گیتار بیس
- یوکا نوالاینن – درامز

## نماهنگ
یک نماهنگ برای این آهنگ ساخته شده‌است، که در آن تاریا تورونن بنظر می‌رسد موهای قرمز دارد. نماهنگ چشم‌اندازهای زیادی از مشخصه‌های فنلاند را نشان می‌دهد، برای نمونه جنگل‌ها، سواحل و یک گندم‌زار بزرگ. این نماهنگ در Ivalo و Lake Inari واقع در فنلاند ساخته و توسط Sami Käyhkö در ژوئیه ۱۹۹۹ کارگردانی شده‌است.
این نماهنگ با یک نگارش تازه از آهنگ در آلبوم تلفیقی بالاترین امید: بهترین‌های نایت‌ویش قرار دارد، یک نماهنگ تازه در سال ۲۰۰۵ منتشر شد که تاریا تورونن را یک ملکه (مشخص نیست ملکه چه چیزی است) نشان می‌دهد، کنار مردگان و سربازان زخمی راه می‌رود. در این نماهنگ دیگر اعضای گروه به عنوان سرباز ظاهر شده‌اند، که ظاهراً از جنگ جان سالم به در برده‌اند.

## نسخه‌های بازخوانی‌شده
گروه موسیقی گاتیک راک آلمانی ApoVelation یک نگارش آزمایشی در سال ۲۰۰۶ منتشر کرد. گروه موسیقی گوتیک متال اسپانیایی Iris این آهنگ را در سال ۲۰۰۷ بازخوانی کرد. Maryana Borak این آهنگ را به‌طور زنده در Novy Rozdil واقع در اوکراین در سال ۲۰۰۷ اجرا کرد. Maria Lund خوانندهٔ زیر صدای فنلاندی یک نسخه فنلاندی (با نام «Uinuva Aurinko» در یوتیوب) برای آلبوم محصول ۲۰۰۸ خود تحت عنوان «ملودی زمان (به فنلاندی: Ajan Sävel)» منتشر کرد. ارکستر چهار نفری مرکب از سازهای زهی «The Random Quartet» هم این آهنگ را در سال ۲۰۰۸ نواخته‌اند. گروه موسیقی راک برزیلی Swianne در حال حاضر این آهنگ را به‌طور منظم در کنسرت‌هایشان اجرا می‌کنند.